# Ampeliceps
Genre
Ampeliceps est un genre monotypique de passereaux de la famille des Sturnidés. Il se trouve à l'état naturel dans le Sud-Est de l'Asie.

## Liste des espèces
Selon la classification de référence du Congrès ornithologique international (version 8.1, 2018) :
- Ampeliceps coronatus Blyth, 1842 — Mainate couronné, Martin couronné